# Megaraptoridae
|  | Dieser Artikel wurde aufgrund von formalen oder inhaltlichen Mängeln in der Qualitätssicherung Biologie im Abschnitt „Paläontologie“ zur Verbesserung eingetragen. Dies geschieht, um die Qualität der Biologie-Artikel auf ein akzeptables Niveau zu bringen. Bitte hilf mit, diesen Artikel zu verbessern! Artikel, die nicht signifikant verbessert werden, können gegebenenfalls gelöscht werden. Lies dazu auch die näheren Informationen in den Mindestanforderungen an Biologie-Artikel. Begründung: Unter Merkmale sind eigentlich nur Merkmale zu listen, die alle Mitglieder der Gruppe gemeinsam haben und die sie von anderen, insbesondere den nächsten verwandten Gruppen abgrenzbar machen, keine Zusammenschau individueller Merkmale der einzelnen Subtaxa. Ferner wurde die Kursivsetzung der Namen von Taxa der Gattungs- und Artgruppe nicht beachtet (was aber eine Formalie ist, deren Erfüllung man sich für eine Überarbeitung aufsparen kann...) --14:28, 17. Jul. 2018 (CEST) |

Die Megaraptoridae sind eine Familie kleiner und mittelgroßer „höherer“ Raubdinosaurier aus der Gruppe der Allosauroidea, die während der späten Unter- sowie der Oberkreide die südlichen Kontinente (Australien, Südamerika) bewohnten.

## Merkmale
Die Merkmale der Megaraptoridae konnten innerhalb der einzelnen Gattungen erheblich variieren. Ihre Größe lag meist zwischen der mittelgroßer Vertreter wie Australovenator mit fünf Metern und der größerer Vertreter wie Aerosteon mit bis zu neun Metern. Dabei ist jedoch auch zu erwähnen, dass viele Megaraptoridae nur durch Fossilfragmente bekannt sind.
Wahrscheinlich hatten sie lange, flache Schnauzen mit sehr langen Nasenlöchern und flachen Nasenbeinen, was sich unter anderem am Tränenknochen von Murusraptor oder einem Jungtier von Megaraptor erkennen lässt. Der Unterkiefer der Megaraptoridae-Mitglieder war länglich, was sich am Unterkiefer von Australovenator gut erkennen lässt.
Obwohl die Zähne bei einzelnen Mitgliedern der Megaraptoridae teils sehr unterschiedlich geformt waren, finden sich doch deutliche Gemeinsamkeiten bei einigen Gattungen, wie z. B. Orkoraptor und Megaraptor, welche beide Zähne mit einem 8-förmigen Querschnitt besaßen, die von vorne ungezähnt waren. Doch es gab auch einige Megaraptoriden wie Murusraptor anteriore Auszackungen nur an der Spitze der Zähne besaß. Australovenator hatte dagegen umfangreiche Zacken auf beiden Seiten.
Einige Megaraptoridae, wie Murusraptor und Aerosteon, hatten weitgehend pneumatische Knochen, wobei die Nebenhöhlen wahrscheinlich mit den Lungen verbunden waren, wie bei heutigen Vögeln, was auf ausdauernde Läufer schließen lässt.
Da die Beinknochen der Megaraptoriden sehr schlank waren und sie lange Mittelfußknochen besaßen, liegt die Vermutung nahe, dass die Megaraptoriden wahrscheinliche kursorische Gewohnheiten hatten.

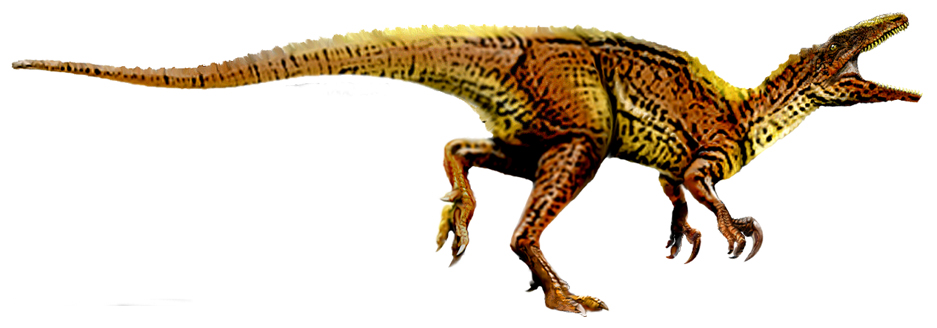
Lebendrekonstruktion von Australovenator

Das markanteste Merkmal von Vertretern dieser Gruppe war allerdings der überdimensional vergrößerte erste und zweite Finger der Hand. Der dritte Finger der Hand war jedoch weitgehend kleiner als der anderer Theropoden. Als man die erste Klaue eines Megaraptors entdeckte, hielt man sie zuerst für die Fußklaue eines großen Dromaeosauriden, was der Gattung den Namen „Megaraptor“ verlieh.

## Evolution und Ausbreitung
Funde aus Australien zeigen, dass die Megaraptoriden australische Vorfahren aus der Gruppe der Megaraptora hatten, welche anschließend auf den südamerikanischen Teil Gondwanalands wanderten und dort eine Radiation durchliefen.

## Klassifikation
Die Megaraptoridae werden zur Gruppe der Megaraptora gezählt, welche entweder zu den Allosauroidea (Benson, Canaron und Brussate 2010) oder zu den Tyrannosauroidea (Novas et al. 2012) gehörten. Heutzutage halten viele Wissenschaftler die Megaraptora für Vertreter der Allosauroidea.